# Liste der Generalgouverneure und Vizekönige Brasiliens
Diese Regentenliste umfasst die Gouverneure, Generalgouverneure und Vizekönige für den Zeitraum von 1549 bis 1808/15 mit der Entstehung des Vereinigten Königreichs von Portugal, Brasilien und den Algarven und des Königreichs Brasilien.
Seit 1534 wurden Kapitanate in Brasilien eingerichtet. Der Titel governador do Brasil wurde 1549 durch König Johann III. zugunsten von Tomé de Sousa geschaffen. Den Titel Vizekönig führte 1640 erstmals Philipp IV. zugunsten von Jorge de Mascarenhas ein. Für das gesamte Kolonialgebiet wurde bis 1808 die Bezeichnung Estado do Brasil benutzt.
| Name                                                                              | Amtstitel | Beginn Mandat     | Ende Mandat       |  |
| --------------------------------------------------------------------------------- | --- | ----------------- | ----------------- |  |
| Tomé de Sousa                                                                     | Gouverneur | 1549              | 1553              |  |
| Duarte da Costa                                                                   | Gouverneur | 1553              | 1558              |  |
| Mem de Sá                                                                         | Gouverneur | 1558              | 1572              |  |
|                                                                                   | Von 1572 bis 1578 war die Kolonie in zwei Generalgouvernements unterteilt: den Norden mit einer Regierung in São Salvador da Bahia und den Süden mit einer Regierung in Rio de Janeiro. |                   |                   |  |
| Luís Brito e Almeida                                                              | Gouverneur von Salvador | 1572              | 1578              |  |
| António Salema                                                                    | Gouverneur von Rio de Janeiro | 1574              | 1577              |  |
|                                                                                   | Im Jahr 1578 wurden beide Regierungen in Salvador wieder vereint. |                   |                   |  |
| Lourenço da Veiga                                                                 | Generalgouverneur | 1578              | 1581              |  |
| Cosme Rangel de Macedo António Barreiros                                          | Regierungsjunta | 1581              | 1582              |  |
| Manuel Teles Barreto                                                              | Generalgouverneur | 1582              | 1587              |  |
| António Barreiros Cristóvão de Barros António Coelho de Aguiar                    | Regierungsjunta | 1587              | 1592              |  |
| Francisco de Sousa                                                                | Generalgouverneur | 1592              | 1602              |  |
| Diogo Botelho                                                                     | Generalgouverneur | 1602              | 1607              |  |
|                                                                                   | Die Kolonie war von 1608 bis 1612 in zwei Generalgouvernements unterteilt: den Norden mit einer Regierung in São Salvador da Bahia und den Süden mit einer Regierung in Rio de Janeiro. |                   |                   |  |
| Diogo de Meneses e Sequeira                                                       | Generalgouverneur von Salvador | 1608              | 1612              |  |
| Francisco de Sousa                                                                | Generalgouverneur von Rio de Janeiro | 1609              | 1611              |  |
|                                                                                   | Im Jahr 1612 wurden beide Regierungen in Salvador wieder vereint. |                   |                   |  |
| Gaspar de Sousa                                                                   | Generalgouverneur | 1613              | 1617              |  |
| Luís de Sousa, 2. Conde do Prado                                                  | Generalgouverneur | 1617              | 1621              |  |
| Diogo de Mendonça Furtado                                                         | Generalgouverneur | 1621              | 1624              |  |
| Marcos Tejeira Antón de Mesquita Oliveira                                         | Regierungsjunta | 1624              | 1625              |  |
| Francisco de Moura Rolim                                                          | Generalgouverneur | 1625              | 1626              |  |
| Diogo Luís de Oliveira                                                            | Generalgouverneur | 1626              | 1635              |  |
| Pedro da Silva, 1. Conde de São Lourenço                                          | Generalgouverneur | 1635              | 1639              |  |
| Fernando de Mascarenhas, 1. Conde da Torre                                        | Generalgouverneur | 1639              | 1640              |  |
| Vasco de Mascarenhas, 1. Conde de Óbidos                                          | Generalgouverneur | 1640              | 1640              |  |
| Jorge de Mascarenhas, 1. Conde de Castelo Novo, 1. Marquês de Montalvão           | Vizekönig | 26. Mai 1640      | 16. April 1641    |  |
| Pedro da Silva Luís Barbalho Bezerra Lourenço de Brito                            | Regierungsjunta | 1641              | 1642              |  |
| António Teles da Silva                                                            | Generalgouverneur | 1642              | 1647              |  |
| António Teles de Meneses, 1. Conde de Vila Pouca de Aguiar                        | Generalgouverneur | 1647              | 1650              |  |
| João Rodrigues de Vasconcelos e Sousa, 2. Conde de Castelo Melhor                 | Generalgouverneur | 1650              | 1654              |  |
| Jerónimo de Ataíde, 6. Conde de Atouguia                                          | Generalgouverneur | 1654              | 1657              |  |
| Francisco Barreto de Meneses                                                      | Generalgouverneur | 1657              | 1663              |  |
| Vasco de Mascarenhas, 1. Conde de Óbidos                                          | Vizekönig | 21. Juli 1663     | 13. Juni 1667     |  |
| Alexandre de Sousa Freire                                                         | Generalgouverneur | 1667              | 1671              |  |
| Afonso Furtado de Castro do Rio de Mendonça, 1. Visconde de Barbacena             | Generalgouverneur | 1671              | 1675              |  |
| Agostinho de Azevedo Monteiro Álvaro de Azevedo António Guedes                    | Provisorische Regierungsjunta | 1675              | 1676              |  |
| Roque da Costa Barreto                                                            | Generalgouverneur | 1677              | 1682              |  |
| António de Sousa Meneses                                                          | Generalgouverneur | 1682              | 1684              |  |
| António Luís de Sousa Telo de Meneses, Marquis des Minas                          | Generalgouverneur | 1684              | 1687              |  |
| Matias da Cunha                                                                   | Generalgouverneur | 1687              | 1688              |  |
| Manuel da Ressureição Primaz do Brasil, Präsident der Junta                       | Regierungsjunta | 1688              | 1690              |  |
| António Luís Coutinho da Câmara                                                   | Generalgouverneur | 1690              | 1694              |  |
| João de Lencastre                                                                 | Generalgouverneur | 22. Mai 1694      | 3. Juli 1702      |  |
| Rodrigo da Costa                                                                  | Generalgouverneur | 3. Juli 1702      | 8. September 1705 |  |
| Luís César de Meneses                                                             | Generalgouverneur | 8. September 1705 | 3. Mai 1710       |  |
| Lourenço de Almada                                                                | Generalgouverneur | 3. Mai 1710       | 14. Oktober 1711  |  |
| Pedro de Vasconcelos e Sousa                                                      | Generalgouverneur | 14. Oktober 1711  | 14. Oktober 1714  |  |
| Pedro Antônio de Noronha, 1. Marquês de Angeja                                    | Vizekönig | 14. Oktober 1714  | 11. Juni 1718     |  |
| Sancho de Faro e Sousa, 4. Conde de Vimieiro                                      | Generalgouverneur | 21. August 1718   | 13. Oktober 1719  |  |
| Sebastião Monteiro de Vide Caetano de Brito e Figueiredo João de Araújo e Azevedo | Provisorische Regierungsjunta | 14. Oktober 1719  | 23. November 1720 |  |
| Vasco Fernandes César de Meneses, 1. Conde de Sabugosa                            | Vizekönig | 23. November 1720 | 11. Mai 1735      |  |
| André de Melo e Castro, 4. Conde das Galveias                                     | Vizekönig | 11. Mai 1735      | 17. Dezember 1749 |  |
| Luís Pedro Peregrino de Carvalho e Ataíde, 10. Conde de Atouguia                  | Vizekönig | 17. Dezember 1749 | 17. August 1754   |  |
| José Botelho de Barros Manuel António da Cunha Souto Maior Lourenço Monteiro      | Provisorische Regierungsjunta | 17. August 1754   | 23. Dezember 1755 |  |
| Marcos José de Noronha e Brito, 6. Conde dos Arcos                                | Vizekönig | 23. Dezember 1755 | 9. Januar 1760    |  |
| Antônio de Almeida Soares Portugal, 1. Marquês do Lavradio                        | Vizekönig | 9. Januar 1760    | 4. Juli 1760      |  |
| Tomás Rubi de Barros Barreto José Carvalho de Andrada Barros e Alvim              | Provisorische Regierungsjunta | 4. Juli 1760      | 27. Juni 1763     |  |
|                                                                                   | 1763 wurde die Hauptstadt von Salvador nach Rio de Janeiro verlegt. |                   |                   |  |
| Antônio Álvares da Cunha, 1. Conde da Cunha                                       | Vizekönig | 27. Juni 1763     | 31. August 1767   |  |
| Antônio Rolim de Moura Tavares, 1. Conde de Azambuja                              | Vizekönig | 17. November 1767 | 4. November 1769  |  |
| Luís de Almeida Silva Mascarenhas, 2. Marquês do Lavradio, 5. Conde de Avintes    | Vizekönig | 4. November 1769  | 30. April 1778    |  |
| Luís de Vasconcelos e Sousa, 4. Conde de Figueiró                                 | Vizekönig | 30. April 1778    | 9. Mai 1790       |  |
| José Luís de Castro, 2. Conde de Resende                                          | Vizekönig | 9. Mai 1790       | 14. Oktober 1801  |  |
| Fernando José de Portugal e Castro, 1. Conde und 2. Marquês de Aguiar             | Vizekönig | 14. Oktober 1801  | 14. Oktober 1806  |  |
| Marcos de Noronha e Brito, 8. Conde dos Arcos                                     | Vizekönig | 14. Oktober 1806  | 22. Januar 1808   |  |